# Kvarteto Martinů
Kvarteto Martinů je smyčcové kvarteto s tradičním obsazením nástrojů: 1. housle, 2. housle, viola a violoncello.

## Historie kvarteta
Kvarteto vzniklo pod názvem Havlákovo kvarteto v roce 1976 na Pražské konzervatoří ve třídě Viktora Moučky, violoncellisty Vlachova kvarteta. Po přechodu studentů na Akademii múzických umění v Praze pokračovalo kvarteto dále v činnosti pod odborným vedením profesora Antonína Kohouta, violoncellisty Smetanova kvarteta. V roce 1985 přijalo kvarteto do svého názvu jméno českého hudebního skladatele světového jména Bohuslava Martinů a zavázalo se tak k propagaci jeho komorních skladeb.
Členové kvarteta nejdříve sbírali zkušeností na interpretačních kurzech u renovovaných souborů, např. Tel Aviv kvarteto, Amadeus kvarteto, Guarneri kvarteto, Julliard kvarteto atd. a účastnili se mnoha mezinárodních soutěží. Kvarteto Martinů se postupně svou kvalitní hrou prosadilo ve světovém měřítku a nyní dostává pozvánky na vystoupení v mnoha místech Evropy, Asie i Ameriky. Pořádá pravidelně koncertní turné po USA, Kanadě, Japonsku, Velké Británii, Španělsku, Německu, Holandsku, Francii, Finsku a dalších zemích, kde koncertuje na těch nejprestižnějších pódiích. Bývá také přizýváno hrát na Pražském jaru. Kvarteto Martinů se pilně věnuje nahrávání hudebních nosičů, na kterých uvádí především skladby českých autorů, Bohuslava Martinů, Antonína Dvořáka a Leoše Janáčka.

## Složení kvarteta
Z původního obsazení kvarteta z roku 1976 zůstali jen Lubomír Havlák (1. housle) a Libor Kaňka (2. housle). Na dalších místech postupně docházelo ke střídání hráčů a v současnosti na violu hraje Zbyněk Paďourek a na violoncello Jitka Vlašánková.

## Diskografie
Z bohatého výběru nahrávek jen ty nejprestižnější:
Josef Mysliveček: Smyčcový kvartet C dur, František Xaver Richter: Smyčcový kvartet C dur, op. 51, František Kramář: Smyčcový kvartet Es dur, op. 5, Jakub Jan Ryba: Smyčcový kvartet d moll (Panton 1992), 

Bohuslav Martinů: Smyčcový kvartet č. 4, č. 5 a č. 7 (NAXOS 1995), 

Bohuslav Martinů: Smyčcový kvartet č. 3 a č. 6, Duo pro housle a violoncello, Tři madrigaly pro housle a violu (NAXOS 1996), 

Antonín Vranický: Smyčcový kvartet D dur, Smyčcový kvartet F dur, Smyčcový kvartet A dur (Studio Matouš 1997), 

Antonín Vranický: Smyčcový kvartet Es dur, Smyčcový kvartet C dur, Smyčcový kvartet G dur (Studio Matouš 1997), 

Bohuslav Martinů: Smyčcový kvartet č. 1 a č. 2, Tři jezdci (NAXOS 1997), 

Bedřich Smetana: Smyčcový kvartet č. 1 e moll "Z mého života", Antonín Dvořák: Smyčcový kvartet F dur "Americký" (Kubešovo hudební vydavatelství 1997), 

W. A. Mozart & R. Stallman: Kvintet C dur, op. 521, Kvintet F dur, op. 497, Kvintet C dur, op. 358, flétna – Robert Stallman, viola – Karel Untermuller (Bogner's Café 2006), 

Leoš Janáček: Smyčcový kvartet č. 1 "Kreutzerova sonáta", Smyčcový kvartet č. 2 "Listy důvěrné" (ArcoDiva 2000), 

Sylvie Bodorová: Requiem Terezínského gheta, Koncert de Estio pro kytaru a smyčcové kvarteto, Ronald Stevenson: Voces vagabundae, baryton – Nigel Cliffe, kytara – Maria Isabel Siewers (ArcoDiva 2003), 

Tomáš Svoboda: Smyčcový kvartet č. 1, č. 2, č. 3 a č. 4 (North Pacific Music 2006), 

Antonín Dvořák: Klavírní kvintet č. 1 A dur, op. 5, Klavírní kvintet č. 2 A dur, op. 81 (Legare 2004), 

Jean Françaix: Quintette No 2 pour Flute, Trio a cordes et Harpe, Vincent d'Indy: Suite en paries pour Flute obligée, Violion, Alto, Violoncelle et Harpe, Gabriel Pierné: Voyage au "Pays du Tendre", André Jolivet: Chant de Linos, flétna – Carlo Jans, harfa – Kateřina Englichová (ArcoDiva 2007), 

Bohuslav Martinů: Klavírní kvintet č. 1 a č. 2, Sonáta pro dvoje housle a klavír, klavír – Karel Košárek (NAXOS 2007), 

Frédéric Chopin: Klavírní koncert č. 1 e moll, Antonín Dvořák: Klavírní kvintet č. 2 A dur, klavír – Yoshihiro Kondo (Japonsko 2010).